# Rupert Brooke
Rupert Brooke (3 de agosto de 1887 - 23 de abril de 1915), poeta inglês que morreu tragicamente de septicemia em viajar a participar na batalha de Gallipoli durante a I Grande Guerra Mundial, com apenas 27 anos, quando uma picada de mosquito infectada. Ficou conhecido por seus sonetos idealistas sobre a guerra (especialmente The Soldier). Ele também era famoso por sua aparência física que levou ao poeta irlandês William Butler Yeats a descrevê-lo como "o jovem mais bonito da Inglaterra".

## Vida e Carreira
Brooke fez amizade com o grupo de escritores de Bloomsbury, alguns dos quais admiravam seu talento, enquanto outros ficaram mais impressionados com sua boa aparência. Ele também pertencia a outro grupo literário conhecido como Poetas da Geórgia e foi um dos mais importantes poetas de Dymock, associado à aldeia de Gloucestershire de Dymock, onde passou algum tempo antes da guerra. Este grupo incluiu Robert Frost e Edward Thomas. Ele também morava no Old Vicarage, Grantchester, o que estimulou um de seus poemas mais conhecidos, que leva o nome da casa, escrito com saudades de casa enquanto estava em Berlim em 1912. Enquanto viajava pela Europa, ele preparou uma tese, intitulada "John Webster e o drama elizabetano", que lhe rendeu uma bolsa no King's College, Cambridge, em março de 1913.
Brooke sofreu uma grave crise emocional em 1912, causada por confusão sexual (ele era bissexual) e ciúme, resultando no rompimento de seu longo relacionamento com Ka Cox (Katherine Laird Cox). A paranóia de Brooke de que Lytton Strachey havia planejado destruir seu relacionamento com Cox, encorajando-a a ver Henry Lamb, precipitou seu rompimento com seus amigos do grupo de Bloomsbury e desempenhou um papel em seu colapso nervoso e subsequentes viagens de reabilitação para a Alemanha.
Como parte de sua recuperação, Brooke viajou pelos Estados Unidos e Canadá para escrever diários de viagem para a Westminster Gazette. Ele fez o caminho mais longo para casa, navegando pelo Pacífico e passando alguns meses nos mares do sul. Muito mais tarde, foi revelado que ele pode ter tido uma filha com uma mulher taitiana chamada Taatamata, com quem ele parece ter desfrutado de seu relacionamento emocional mais completo. Muitas outras pessoas estavam apaixonadas por ele. Brooke esteve romanticamente envolvido com a artista Phyllis Gardner e a atriz Cathleen Nesbitt, e já foi noivo de Noël Olivier, a quem conheceu, quando ela tinha 15 anos, na escola progressiva Bedales School.
Brooke se alistou na eclosão da guerra em agosto de 1914. Ele chamou a atenção do público como um poeta de guerra no início do ano seguinte, quando o The Times Literary Supplement publicou dois sonetos ("IV: The Dead" e "V: The Soldier") em 11 Marcha; este último foi lido do púlpito da Catedral de São Paulo no domingo de Páscoa (4 de abril). A coleção de poesia mais famosa de Brooke, contendo todos os cinco sonetos, 1914 e outros poemas, foi publicada pela primeira vez em maio de 1915 e, como prova de sua popularidade, teve 11 novas impressões naquele ano e em junho de 1918 atingiu sua 24ª impressão; um processo indubitavelmente alimentado por juros póstumos.
A poesia talentosa de Brooke ganhou muitos entusiastas e seguidores, e ele foi contratado por Edward Marsh, que o chamou a atenção de Winston Churchill, então primeiro lorde do Almirantado. Brooke foi comissionado na Royal Naval Volunteer Reserve como subtenente temporário logo após seu 27º aniversário e participou da expedição da Royal Naval Division à Antuérpia em outubro de 1914.

## Morte
Brooke partiu com a Força Expedicionária Britânica do Mediterrâneo em 28 de fevereiro de 1915, mas desenvolveu sepse pneumocócica de uma picada de mosquito infectado. Cirurgiões franceses realizaram duas operações para drenar o abscesso, mas ele morreu de septicemia às 16h46 de 23 de abril de 1915, no navio - hospital francês Duguay-Trouin, atracado em uma baía na ilha grega de Skyros, no Mar Egeu, enquanto a caminho do desembarque em Gallipoli.